# Claire McLean
Pour les articles homonymes, voir MacLean.
Claire McLean née le 4 juillet 1973 à Cottesloe en Australie-Occidentale est un triathlète et cycliste handisport australienne. Elle est qualifiée et participe aux Jeux paralympiques de 2016 à Rio de Janeiro dans la catégorie PT4. Elle est également championne d' Océanie de paratriathlon dans sa catégorie.

## Palmarès triathlon
Le tableau présente les résultats les plus significatifs (podium) obtenus sur le circuit international de paratriathlon depuis 2012.
| Année | Paratriathlon                                | Pays      | Position          | Temps           |
| ----- | -------------------------------------------- | --------- | ----------------- | --------------- |
| 2018  | Championnat d'Océanie de paratriathlon PTS5  | Australie | Médaille d'argent | 1 h 24 min 9 s  |
| 2016  | Championnat d'Océanie de paratriathlon PT4   | Australie | Médaille d'argent | 1 h 15 min 21 s |
| 2015  | Championnat du monde de paraduathlon PT4     | Australie | Médaille d'argent | 1 h 6 min 40 s  |
| 2015  | Championnat d'Océanie de paratriathlon PT4   | Australie | Médaille d'or     | 1 h 20 min 4 s  |
| 2015  | ITU World paratriahtlon event PT4            | Australie | Médaille d'or     | 1 h 20 min 29 s |
| 2014  | Championnat d'Océanie de paratriathlon PT4   | Australie | Médaille d'or     | 1 h 19 min 33 s |
| 2014  | ITU World paratriahtlon event PT4            | Australie | Médaille d'or     | 1 h 23 min 54 s |
| 2013  | Championnat d'Australie de paratriathlon PT4 | Australie | Médaille d'or     | 1 h 17 min 57 s |